# 셉토렐라 울티마
셉토렐라 울티마(Septorella ultima)는 차축조목에 속하는 윤조식물 녹조류의 일종이다. 클라바토르과에 속하는 2종의 하나이고, 셉토렐라속(Septorella)의 유일종이다. 마스트리흐트절 후기의 화석종이다.